# Pierre Cloarec
Pierre Cloarec (Pleyben, 14 de marzo de 1909 - Puente-el Abbé, 7 de diciembre de 1994 fue un ciclista francés que fue profesional entre 1928 y 1944. Durante estos años consiguió 22 victorias, entre las cuales destacan dos etapas del Tour de Francia y el GP Ouest France-Plouay de 1938.

## Palmarés
- 1929
  - 1.º del Circuito de Meurthe-et-Moselle
- 1933
  - 1.º en el Gran Premio de Telegrama de Brest a Châteaulin
  - 1,º en el Gran Premio de Bocage Normand
  - Vencedor de una etapa del Tour de l'Ouest
- 1935
  - 1.º en el Gran Premio de Telegrama de Brest a Châteaulin
  - Vencedor de una etapa del Tour de l'Ouest
  - Vencedor de una etapa del Circuito de Morbihan
- 1937
  - 1.º en la París-Saint Étienne
  - 1.º en Saint-Brieuc
- 1938
  - 1.º en la Marsella-Lyon
  - 1.º en el Circuito de Morbihan
  - 1.º de la Ruán-Caen-Ruán
  - 1.º en el GP Ouest France-Plouay
  - Vencedor de una etapa del Circuito del Oeste
  - Vencedor de una etapa de la Vire-Cherburgo-Vire
- 1939
  - 1.º en la Marsella-Lyon
  - 1.º en la París-Camembert
  - 1.º en la Nantes-Las Sables de Olonne
  - 1.º en el Circuito de Douarnenez
  - Vencedor de 2 etapas del Tour de Francia
- 1941
  - Vencedor de una etapa del Critèrium de Midi

### Resultados en el Tour de Francia
- 1933. 38.º de la clasificación general
- 1935. 18.º de la clasificación general
- 1936. 22.º de la clasificación general
- 1937. 32.º de la clasificación general
- 1939. 31.º de la clasificación general y vencedor de 2 etapas

### Resultados en el Giro de Italia
- 1935. 44.º de la clasificación general